# Алиартос-Теспие
Али́артос-Теспие́ (греч. Δήμος Αλιάρτου–Θεσπιέων) — община (дим) в Греции. Административно относится к периферийной единице Беотия в периферии Центральная Греция. Административный центр — Алиартос. Площадь 258,777 квадратного километра. Население 10 887 человек по переписи 2011 года. Плотность 42,44 человека на квадратный километр. Димархом на местных выборах 2014 года избран Георгиос Дасиотис (Γεώργιος Ντασιώτης).
Община Алиартос (Δήμος Αλιάρτου) создана в 1835 году (ΦΕΚ 18Α). Получила название по древнему городу Галиарт. Административным центром стало село Мазион. В 1840 году (ΦΕΚ 22Α) община была упразднена и вошла в состав общины Петра (Δήμος Πέτρας), административным центром стало село Солинари, затем село Кутумулас (ныне Корония), позднее Айос-Еорьос. В 1912 году (ΦΕΚ 262Α) община Петра упразднена и создано сообщество Мулки (Κοινότητα Μουλκίου Λεβαδείας). В 1953 году (ΦΕΚ 195Α) сообщество переименовано в Алиартос (Κοινότητα Αλιάρτου). В 1964 году сообщество преобразовано в одноимённую общину. В 2010 году (ΦΕΚ 87Α) по программе «Калликратис» к общине Алиартос присоединена упразднённая община Теспие. В 2014 году (ΦΕΚ 25Α) община переименована в Алиартос-Теспие.